# Germany’s Next Topmodel/Staffel 10

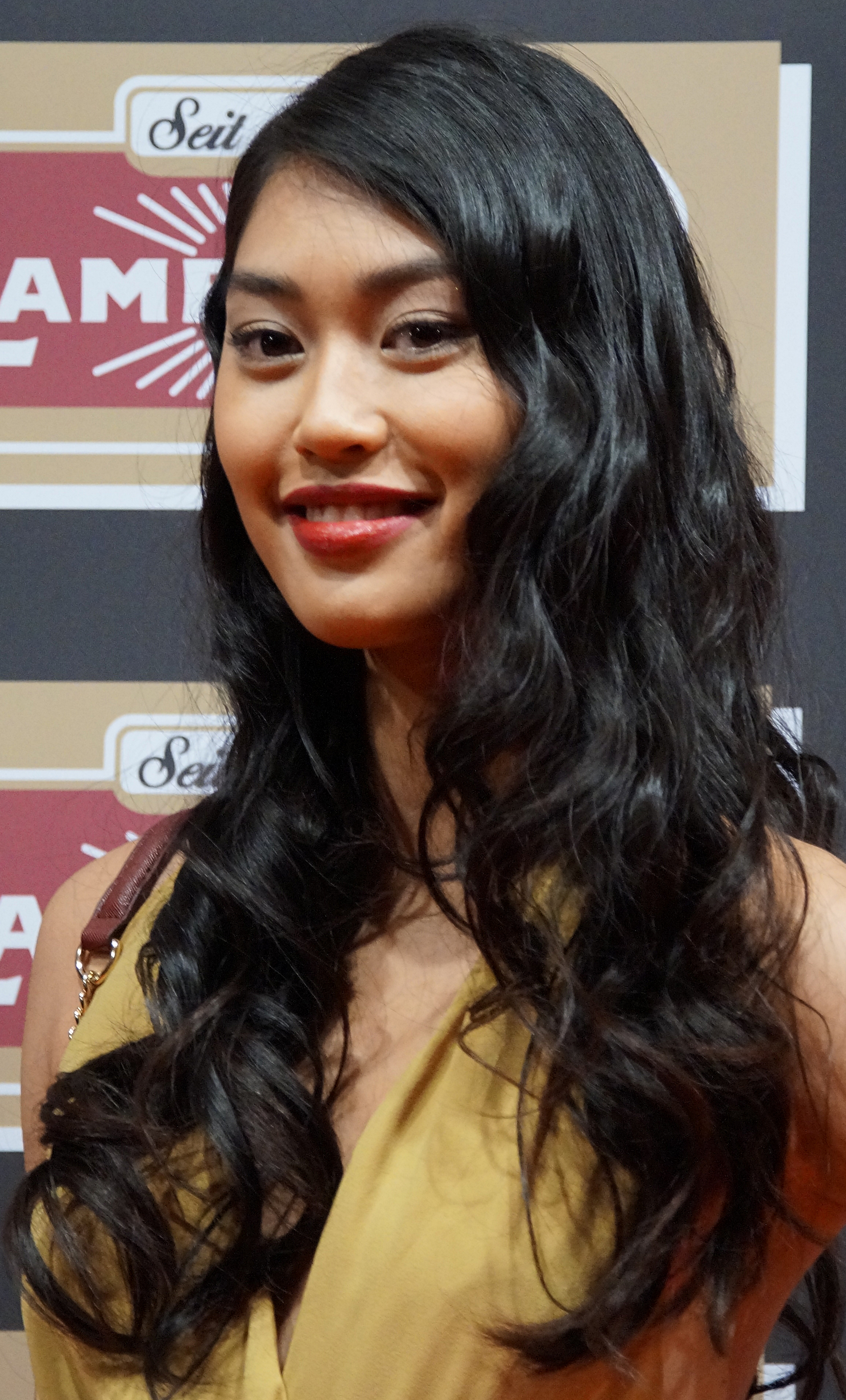
Zweitplatzierte Anuthida Ploypetch 2016

Die zehnte Staffel der deutschen Castingshow Germany’s Next Topmodel wurde ab dem 12. Februar 2015 auf dem Privatsender ProSieben ausgestrahlt. Das Finale fand ursprünglich am 14. Mai 2015 statt, musste aber wegen einer anonymen Bombendrohung abgebrochen werden. Das Finale wurde dann am 28. Mai 2015 als Aufzeichnung ausgestrahlt. Als Siegerin wurde Vanessa Fuchs gekürt, Zweite wurde Anuthida Ploypetch vor Ajsa Selimovic und Katharina Wandrowsky.

## Übersicht
Die Ausstrahlung der zehnten Staffel begann am 12. Februar 2015. Jurymitglieder waren neben Heidi Klum erneut Thomas Hayo und Wolfgang Joop.
Die Live-Übertragung des Finales am 14. Mai 2015, das wie bereits 2013 in der SAP Arena in Mannheim stattfand, musste aufgrund einer Bombendrohung und der anschließenden Evakuierung der Halle gegen 21:34 Uhr abgebrochen werden. Laut ProSieben und der Polizei handelte es sich dabei um einen anonymen Anruf einer Frau sowie einen verdächtigen Koffer. Deshalb fielen die Show Acts von Olly Murs, Kygo und Lena Meyer-Landrut aus, nur Jason Derulo konnte noch auftreten. Die in New York aufgezeichnete Wiederholung des Finales mit den drei verbliebenen Finalistinnen – Katharina Wandrowsky schied bereits am 14. Mai aus – wurde am 28. Mai 2015 ausgestrahlt. Der Show Act von Kygo wurde nachgeholt und Vanessa Fuchs zur Siegerin gekürt. Als Gewinnerin erhielt Fuchs einen Modelvertrag mit Günther Klums Modelagentur ONEeins, einen Opel Adam Rocks sowie ein Preisgeld von 100.000 Euro. Anuthida Ploypetch erhielt als Zweitplatzierte ebenfalls einen Modelvertrag bei ONEeins, welchen sie nicht verlängerte.
| Folge | Modeljob für               | Kurzbeschreibung                                |
| ----- | -------------------------- | ----------------------------------------------- |
| 5     | Laura Katharina            | Joy Magazine                                    |
| 6     | Varisa Ajsa                | Amato Couture                                   |
| 7     | Jüli Darya                 | Surfers Magazine                                |
| 8     | Varisa                     | 0039 Italy                                      |
| 9     | Anuthida Darya             | Remix Magazine                                  |
| 9     | Anuthida Darya Katharina   | Heidi Klum Intimates                            |
| 10    | Darya                      | Shape Magazine                                  |
| 11    | Anuthida                   | Opel                                            |
| 12    | Anuthida Lisa              | Roberto Lòpez Etxberrìa (New York Fashion Week) |
| 13    | Anuthida Vanessa Katharina | Gillette Venus                                  |
| 14    | Vanessa                    | Maybelline New York                             |
| 14    | Vanessa                    | Wunderkind (Paris Fashion Week)                 |

## Teilnehmerinnen
| Finalistinnen der 10. Staffel *                           | Finalistinnen der 10. Staffel * | Finalistinnen der 10. Staffel * | Finalistinnen der 10. Staffel * | Finalistinnen der 10. Staffel *        |
| Teilnehmerin                                              | Platz                           | Alter                           | Wohnort                         | Beruf                                  |
| --------------------------------------------------------- | ------------------------------- | ------------------------------- | ------------------------------- | -------------------------------------- |
| Vanessa Fuchs                                             | 1                               | 18                              | Bergisch Gladbach               | Schülerin                              |
| Anuthida Ploypetch                                        | 2                               | 17                              | Lübeck                          | Schülerin                              |
| Ajsa Selimovic                                            | 3                               | 18                              | Burladingen                     | Au-Pair                                |
| Katharina Wandrowsky                                      | 4                               | 18                              | Winsen (Luhe)                   | Schülerin                              |
| Endrundenteilnehmerinnen der 10. Staffel *                |                                 |                                 |                                 |                                        |
| Teilnehmerin                                              | Platz                           | Alter                           | Wohnort                         | Beruf                                  |
| Darya Strelnikova                                         | 5                               | 21                              | München                         | Auszubildende (Immobilienkauffrau)     |
| Lisa Bärmann                                              | 6                               | 19                              | Contwig                         | Schülerin                              |
| Jülide „Jüli“ Ürküt                                       | 6                               | 16                              | Niederkrüchten-Oberkrüchten     | Schülerin                              |
| Chiara „Kiki“ Hölzl                                       | 8                               | 17                              | Braunau am Inn                  | Auszubildende (Bürokauffrau)           |
| Sara Faste                                                | 9                               | 16                              | Lengerich                       | Schülerin                              |
| Laura Dünninger                                           | 9                               | 17                              | Nürnberg                        | Schülerin                              |
| Varisa Čaluk                                              | 11                              | 16                              | Innsbruck                       | Schülerin                              |
| Sandy Provázek                                            | 11                              | 19                              | Fellbach                        | Assistentin in der Personalentwicklung |
| Érica Santos Silva                                        | 13                              | 21                              | Stuttgart                       | Servicekraft                           |
| Neele Busse                                               | 14                              | 18                              | Halle                           | Schülerin                              |
| Irene Pichler                                             | 14                              | 20                              | Wien                            | Studentin (Jura)                       |
| Daniela Wolking                                           | 16                              | 22                              | Böblingen                       | Studentin (Maschinenbau)               |
| Lena Stockhausen                                          | 16                              | 18                              | Erkrath                         | Praktikantin im Marketing              |
| Jovana Bulic                                              | 16                              | 18                              | Eupen                           | Studentin (Lehramt)                    |
| Adriane Sutsch                                            | 19                              | 19                              | Ingolstadt                      | Schülerin                              |
| Ariana Xhatova                                            | 20                              | 18                              | Kaiserslautern                  | Schülerin                              |
| Laura Weidner                                             | 20                              | 17                              | Ingolstadt                      | Schülerin                              |
| Annabel Paasch**                                          | 22                              | 16                              | Rostock                         | Schülerin                              |
| Sarah Kocar**                                             | 22                              | 17                              | Ingolstadt                      | Friseurin                              |
| * Stand der Angaben zu den Teilnehmerinnen: Staffelbeginn |                                 |                                 |                                 |                                        |
| ** Freiwillig ausgestiegen                                |                                 |                                 |                                 |                                        |

## Einschaltquoten
| Folgen | Zeitraum                   | Sendeplatz            | Zuschauer        | Zuschauer     | Marktanteil      | Marktanteil   | Quelle |
| Folgen | Zeitraum                   | Sendeplatz            | Durchschnittlich | 14 – 49 Jahre | Durchschnittlich | 14 – 49 Jahre | Quelle |
| ------ | -------------------------- | --------------------- | ---------------- | ------------- | ---------------- | ------------- | ------ |
| 16     | 12. Februar – 28. Mai 2015 | Donnerstag, 20:15 Uhr | 2,42 Mio.        | 1,64 Mio.     | 7,9 %            | 14,7 %        | [ 9 ]  |